# Online Soccer Manager
Online Soccer Manager (kurz OSM) ist ein Fußball-Manager vom Spieleentwickler Gamebasics.
Ziel des Spieles ist es, in der Funktion eines Managers einen Verein zum Erfolg zu führen. Dabei können gleichzeitig 4 verschiedene Vereine aus unterschiedlichen Ligen ausgewählt werden. Gegeneinander gespielt wird in Ligen, welche der Spieler auch zusammen mit anderen Spielern gründen kann.
Das Browserspiel stellt dem Spieler unter anderem die Möglichkeit zur Verfügung, den Kader mit geschickten Zu- und Verkauf von Spielern zu gestalten sowie die Aufstellung und Taktik anzupassen.

## Gameplay

### Saison
Der jeweilige Spieler kann zu Beginn einer Saison entweder eine eigene Liga gründen oder einer bereits aktiven beitreten. Zur Auswahl stehen mehrere echte Nationalligen (u. a. die Bundesliga, Premier League, Primera División), sowie wenigere vom Entwickler ausgedachte Ligen mit echten Mannschaften. Die Saisons finden nicht parallel zueinander statt. Man kann auch mitten in der Saison ein Team übernehmen. Werden nicht alle Teams einer Liga von menschlichen Managern übernommen, tut dies der Computer. Dieser ist aber normalerweise leichter zu schlagen als ein anderer Spieler.
Am Anfang einer Saison stehen drei Vorbereitungstage, in denen keine Ligaspiele stattfinden. An diesen Tagen soll der Manager seine Spieler trainieren, aufstellen und ver- bzw. kaufen. Dann beginnt die Ligaphase. Gespielt wird immer in Hin- und Rückrunde, es findet immer nur ein Spiel pro Tag (meistens am Abend) statt. Während dieser Phase bleibt der Transfermarkt allerdings offen, was einen Widerspruch zur realen Fußballwelt bedeutet. Außerdem findet parallel zur Liga ein Pokal statt. Der Moderator kann diesen allerdings auch ausschalten. Nach der Saison werden die Trainingsfortschritte, Kaderveränderungen und das Vereinsbudget zurückgestellt und der Spieler muss sich nach einer neuen Liga umschauen.

### Managerpunkte
Mit jedem gespielten Spiel kann man sog. Managerpunkte gewinnen bzw. verlieren. Die Gesamtzahl der Managerpunkte wird am Saisonende dann ausgezählt und die einzelnen menschlichen Manager werden in einer Tabelle nach dieser geordnet. Außerdem bestimmt die saisonübergreifende Managerpunktanzahl den Platz in der Gesamtrangliste. Bei Siegen gewinnt man Managerpunkte hinzu, wobei ein Sieg gegen einen anderen menschlichen Manager mehr Punkte einbringt als einer gegen den Computer. Bei Niederlagen verliert man diese, hier wirken sich Niederlagen gegen von Menschen gemanagten Teams nicht so negativ wie welche gegen den Computer.

### Aufstellung
Vor jedem Spiel muss man die Aufstellung festlegen. Hierzu kann man aus 24 verschiedenen Formationen die richtige wählen. Danach kann man die verschiedenen Spieler auf ihre Position setzen. Die Startelfbesetzung wird von drei Faktoren beeinflusst: Spielerwerte, Fitness und Moral. Hinzu kommen noch einmalige Faktoren wie Sperren und Verletzungen. Jeder Spieler hat drei verschiedene Werte: den Abwehr-, Angriffs- und Gesamtstärke, welche alle durch eine Zahl gekennzeichnet werden. Hier gilt: je höher die Zahl, desto besser der Spieler. Die Gesamtstärke ist lediglich der Mittelwert zwischen Abwehr- und Angriffsstärke, welche von der individuellen Fähigkeit des Spielers abhängig sind.
Mit jedem Einsatz verlieren die Spieler Fitness. Dies kann langfristig zu Verletzungen führen. Nach einem ausgesetzten Spiel hat der Spieler wieder seine volle Fitness erreicht. Mit jedem ausgesetzten Spiel sinkt im Gegenzug die Moral der Spieler, was ihre Leistung auf dem Platz beeinflusst. Nach einem Einsatz hat der Spieler auch hier wieder volle Moral. Die Spieler sind zudem noch in vier verschiedenen Kategorien unterteilt: Torhüter (TH), Abwehrspieler (Ver), Mittelfeldspieler (Mit), und Stürmer (Stü). Bei den in Klammern gesetzten Wörtern handelt es sich um die jeweilige im Spiel verwendete Abkürzung der Kategorien. Zu den elf Spielern in der Aufstellung kann man sieben Einwechselspieler bestimmen, zwei pro Spielerkategorie, wobei es nur einen Ersatztorwart gibt.

### Spielverlauf
Während des Spiels hat der Manager keinen Zugriff auf seine Mannschaft. Er kann weder die Taktik noch die Aufstellung ändern. Der Server spielt das sogenannte Match unter sich aus. Das heißt, man kann während des Spiels nicht den Spielbericht lesen. Hierbei gilt meistens, dass der stärkere gewinnt, dies ist aber nicht zwangsläufig so. Das simulieren des Spiels dauert ca. 15 Minuten. Nach Spielende erhält man den Spielbericht. Außerdem startet beim ersten Login nach dem Spiel ein Liveticker, wo man die Geschehnisse des Spiels "live" miterleben kann.

### Training
In jeder Saison kann man die Spieler regelmäßig trainieren. Es gibt jeweils einen Torwart-, Abwehr-, Mittelfeld- und Stürmertrainer, der einem am Saisonanfang bereits zur Verfügung steht. Die Dauer eines Trainings beträgt acht Stunden, mit Boss Coins kann man die Wartezeit auch überspringen. Jüngere und schlechtere Spieler trainieren schneller als ältere und bessere. Pro Training können sich die Spieler um bis zu einen Gesamtstärkenpunkt verbessern. Trainierende Spieler kann man nicht aufstellen, auf der Ersatzbank ist dies jedoch möglich.

### Unterkonto
Durch ein Unterkonto (max. sind bis zu drei möglich) kann der Spieler einen zweiten Verein zeitgleich zu einem anderen managen. Vor dem Update im Mai 2016 müsste man dieses per Keys freischalten.

## Update
Im Mai 2016 wurde das Spiel grundlegend umgestaltet. So bekam es ein übersichtlicheres Menü sowie eine neue Premium-Währung. Außerdem bekam das Spiel offizielle Logos sowie Spielergesichter. Vor dem Update war das Spiel nur auf dem Browser bespielbar. Außerdem gab es damals sogenannte Keys (engl. für Schlüssel), die der Spieler entweder für echtes Geld kaufen oder sich mit dem Anschauen von Werbungen verdienen konnte. Nach dem Update gab es Gold, welches der Spieler immer noch für echtes Geld erwerben, per Angebote erhalten, oder alle fünf Stunden gratis in 2er-Packs bekommen kann.

## Partnerschaften
Der Spieleentwickler Gamebasics wirbt auf der offiziellen Webseite damit, Partner großer Fußball-Ligen und -vereinen zu sein. Darunter sind u. a. die Bundesliga, Eredivisie, und die Jupiler Pro League, sowie die Vereine FC Porto, Sporting Lissabon, AC Mailand, Benfica Lissabon, Real Madrid und Juventus Turin.